# Pseudokermes palmae
Pseudokermes palmae är en insektsart som beskrevs av Hempel 1937. Pseudokermes palmae ingår i släktet Pseudokermes och familjen skålsköldlöss. Inga underarter finns listade i Catalogue of Life.